# غيرة

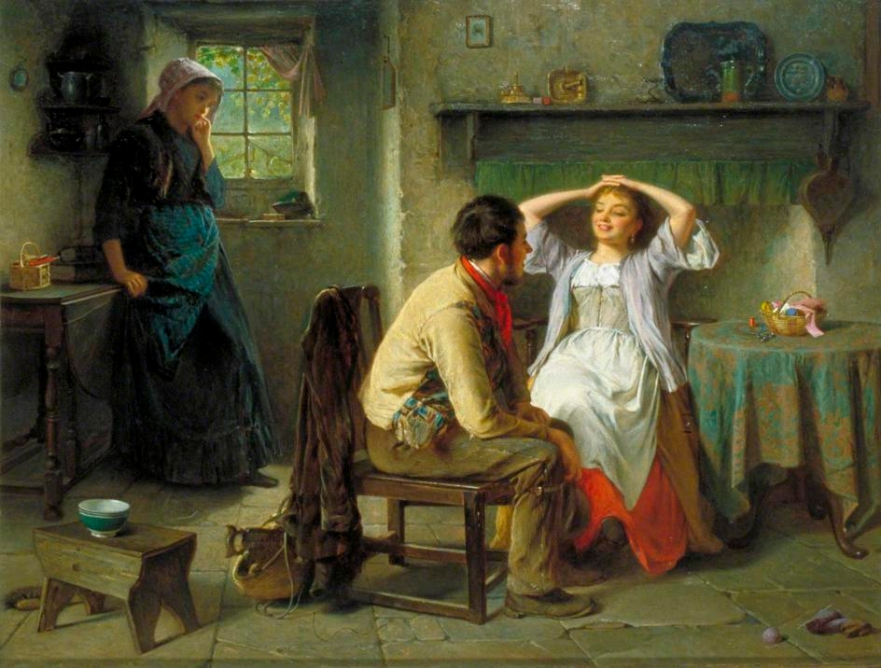
الغيرة والغزل, لهاينز كينج (1831-1904)

الغَيْرَةُ هي أفكار، وأحاسيس وتصرفات تحدث عندما يظن الشخص أن علاقته القوية بشخص ما تهدد من قبل طرف آخر منافس، وهذا الطرف الآخر قد يكون مدركًا أو غافل أنه يشكل تهديدًا. وقيل الغَيْرة: كراهة الرجل اشتراك غيره فيما هو حقه. وقال الراغب الأصفهاني: (الغَيْرة ثوران الغضب حماية على أكرم الحرم، وأكثر ما تراعى في النساء). والغَيْرَة -بالفتح- المصدر من قولك: غار الرجل على أَهْلِه والمرأَة على بَعْلها تَغار غَيْرة وغَيْرًا وغارًا وغِيارًا والغَيْرة هي الحَمِيَّة والأنَفَة.

## الغيرة في الإسلام
الغيرة المعتدلة من الأخلاق المحمودة في الإسلام فعن جابر بن عتيك: أن الرسول محمدﷺ كان يقول: «من الغيرة ما يحب الله، ومنها ما يبغضه الله، فأما التي يحبها الله فالغيرة في الريبة، وأما التي يبغضها الله فالغيرة في غير ريبة».
قال الشوكاني: (فالغَيْرة في الريبة: نحو أن يغتار الرجل على محارمه إذا رأى منهم فعلًا محرمًا؛ فإن الغَيْرة في ذلك ونحوه مما يحبه الله... والغَيْرة في غير ريبة: نحو أن يغتار الرجل على أمه أن ينكحها زوجها، وكذلك سائر محارمه؛ فإن هذا مما يبغضه الله تعالى؛ لأنَّ ما أحلَّه الله تعالى فالواجب علينا الرضى به؛ فإن لم نرض به كان ذلك من إيثار حمية الجاهلية على ما شرعه الله لنا).
وعدم الغيرة من الأخلاق المذمومة التي قد تمنع صاحبها من دخول الجنة فعن عمار بن ياسر عن رسول الله ﷺ قال: «ثلاثة لا يدخلون الجنة أبدا: الديوث والرَجُلَة من النساء ومدمن الخمر». قالوا يا رسول الله: أما مدمن الخمر فقد عرفناه، فما الديوث؟ قال: «الذي لا يبالي من دخل على أهله» قلنا: فما الرجلة من النساء؟ قال: «التي تشبه بالرجال».
- عن أبي هريرة : أن رسول الله ﷺ قال: ((المؤمن يغار، والله أشد غيرًا)).
- وعن أبي هريرة أيضًا: أن النبي ﷺ قال: ((إن الله تعالى يغار، وغيرة الله أن يأتي المؤمن ما حرم الله عليه)).
(معناه: أن الله يغار إذا انتهكت محارمه، وليس انتهاك المحارم هو غيرة الله؛ لأن انتهاك المحارم فعل العبد، ووقوع ذلك من المؤمن أعظم من وقوعه من غيره. وغيرة الله تعالى من جنس صفاته التي يختص بها، فهي ليست مماثلة لغيرة المخلوق، بل هي صفة تليق بعظمته، مثل الغضب، والرضا، ونحو ذلك من خصائصه التي لا يشاركه الخلق فيها).

### أقوال العلماء عن الغيرة
- وقال أبو الأسود لابنته: «إياك والغَيْرة فإنها مفتاح الطلاق، وعليك بالزينة، وأزين الزينة الكحل؛ وعليك بالطيب، وأطيب الطيب إسباغ الوضوء»
- قال إسماعيل بن خارجة الفزاري وهو يوصي ابنته: «وإياك والغيرة؛ فإنها مفتاح الطلاق».
- كان علي بن أبي طالب  يقول: (لا تكثر الغَيْرة على أهلك فتُرمى بالسوء من أجلك).
- وقال الراغب الأصفهاني عن الغيرة: (جعل اللَّه سبحانه هذه القوة في الإنسان سببًا لصيانة الماء وحفظًا للإنسان، ولذلك قيل: كلُّ أمة وضعت الغَيْرة في رجالها وضعت العفة في نسائها، وقد يستعمل ذلك في صيانة كل ما يلزم الإنسان صيانته).
- وقال ابن القيم: (إن أصل الدين الغَيْرة، ومن لا غيرة له لا دين له، فالغَيْرة تحمي القلب فتحمي له الجوارح، فتدفع السوء والفواحش، وعدم الغَيْرة تميت القلب، فتموت له الجوارح؛ فلا يبقى عندها دفع البتة، ومثل الغَيْرة في القلب مثل القوة التي تدفع المرض وتقاومه، فإذا ذهبت القوة وجد الداء المحل قابلًا، ولم يجد دافعًا، فتمكَّن، فكان الهلاك، ومثلها مثل صياصي الجاموس التي تدفع بها عن نفسه وولده، فإذا تكسرت طمع فيها عدوه).
- وقال ابن القيم أيضا: (ومن عقوبات الذنوب: أنها تطفئ من القلب نار الغَيْرة، التي هي لحياته وصلاحه كالحرارة الغريزية لحياة جميع البدن؛ فالغَيْرة حرارته وناره التي تُخرج ما فيه من الخبث، والصفات المذمومة). ويقول: (كلما اشتدت ملابسته للذنوب أخرجت من قلبه الغيرة على نفسه وأهله وعموم الناس، وقد تضعف في القلب جدا حتى لا يستقبح بعد ذلك القبيح لا من نفسه ولا من غيره).

### أقوال الشعراء عن الغيرة
وكان أحد شعراء العرب في الجاهلية مشهور عنه بالغيرة الشديدة وكان أصحابه يحذرونه منها فلما تزوج كان يسير هو وزوجته في الطريق فرأى رجلاً ينظر إلى زوجته فطلقها، ثم تعرض للوم من أصحابه فقال لهم 
- وقال الخريمي:
- وقال آخر:

### أقسام الغيرة
قسَّم ابن القيم الغَيْرة إلى نوعين: غيرة للمحبوب، وغيرة عليه.
1- فأما الغَيْرة له: فهي الحمية له، والغضب له، إذا استهين بحقه وانتقصت حرمته، وناله مكروه من عدوه؛ فيغضب له المحب ويحمى، وتأخذه الغَيْرة له بالمبادرة إلى التغيير، ومحاربة من آذاه، فهذه غيرة المحبين حقًّا، وهي من غيرة الرسل وأتباعهم لله ممن أشرك به، واستحلَّ محارمه، وعصى أمره، وهذه الغَيْرة هي التي تحمل على بذل نفس المحب وماله وعرضه لمحبوبه؛ حتى يزول ما يكرهه، فهو يغار لمحبوبه أن تكون فيه صفة يكرهها محبوبه ويمقته عليها، أو يفعل ما يبغضه عليه، ثم يغار له بعد ذلك أن يكون في غيره صفة يكرهها ويبغضها، والدين كله في هذه الغَيْرة، بل هي الدين، وما جاهد مؤمن نفسه وعدوه، ولا أمر بمعروف ولا نهى عن منكر إلا بهذه الغَيْرة، ومتى خلت من القلب خلا من الدين؛ فالمؤمن يغار لربه من نفسه ومن غيره إذا لم يكن له كما يحبُّ، والغَيْرة تصفي القلب، وتخرج خبثه كما يخرج الكير خبث الحديد.
2- وأما الغَيْرة عليه: أنفة المحب وحميته أن يشاركه في محبوبه غيره. وهذه أيضًا نوعان: غيرة المحب أن يشاركه غيره في محبوبه، وغيرة المحبوب على محبه أن يحب معه غيره).

### أنواع الغيرة
قال ابن القيم: (وغيرة العبد على محبوبه نوعان:
1- غيرة ممدوحة يحبها الله.
2- وغيرة مذمومة يكرهها الله.
فالتي يحبها الله: أن يغار عند قيام الريبة.
والتي يكرهها: أن يغار من غير ريبة، بل من مجرد سوء الظن، وهذه الغَيْرة تفسد المحبة، وتوقع العداوة بين المحب ومحبوبه. وفي المسند وغيره عنه قال: ((الغَيْرة غيرتان: فغيرة يحبها الله، وأخرى يكرهها الله، قلنا يا رسول الله ﷺ: ما الغَيْرة التي يحب الله؟ قال: أن تؤتى معاصيه، أو تنتهك محارمه، قلنا: فما الغَيْرة التي يكره الله؟ قال: غيرة أحدكم في غير كنهه)).
(وكما يجب على الرجل أن يغار على زوجته وعرضه؛ فإنه يطلب منه الاعتدال في الغَيْرة، فلا يبالغ فيها حتى يسيء الظن بزوجته، ولا يسرف في تقصي حركاتها وسكناتها؛ لئلا ينقلب البيت نارًا، وإنما يصح ذلك إن بدت أسباب حقيقية تستدعي الريبة).
وقد نهى النبي ﷺ أن يطرق الرجل أهله ليلًا يتخونهم، ويطلب عثراتهم.

### أسباب الغيرة المذمومة وعلاجها
ويمكن إجمال أسباب الغَيْرة المذمومة في ضعف الإيمان، ووسوسة الشيطان، وما يعتري القلب من أمراض إلى غير ذلك.
ويترتب على هذه الغيرة المذمومة أمور منها: الوقوع في الغيبة والتلبس بالسخرية، وترك بذل الخير للآخرين، السعي في الإضرار بالغير، ومعاداة أقارب الزوج وهضم حقوقهم، والحسد، والحقد، والسحر، والتجسس، والآلام النفسية، والأمراض البدنية، والاحتيال والكيد، والقتل، وقد تصل الغيرة المذمومة بصاحبها إلى الكفر والعياذ بالله.
وتتلخص معالجة الغيرة المذمومة في تقوى الله تعالى، ومطالعة الأجر العظيم للصابرين، وإحسان الظن، والقناعة، والبعد عن مجالس السوء، وذكر الموت وتقوية الإيمان باليوم الآخر، والدعاء، وفي الحديث أنَّ النبي ﷺ قال لأمِّ سلمة لما ذكرت من غيرتها: ((وأدعو الله أن يذهب بالغَيْرة)).